# Lyddastrombus eloeidis
Lyddastrombus eloeidis är en insektsart som först beskrevs av Frederick Arthur Godfrey Muir 1928.  Lyddastrombus eloeidis ingår i släktet Lyddastrombus och familjen Derbidae. Inga underarter finns listade i Catalogue of Life.